# Sesiones @ AOL
Sesiones @ AOL son presentaciones en vivo que daban famosas bandas en los estudios de AOL, publicadas en internet y ocasionalmente incluidas en EP de los grupos. En inglés son llamadas Sessions @ AOL o simplemente AOL Sessions.

## Artistas destacados que han aparecido en las sesiones
- La Quinta Estación
- 30 Seconds to Mars
- 50 Cent
- A.B.QUINTANILLA and the Kumbia kings
- Adam Lambert
- Adele
- AFI
- Akon
- Alanis Morissette
- Alejandro Sanz
- Álex Ubago
- Al Green
- Amber Pacific
- Amy Winehouse
- Anberlin
- Angels & Airwaves
- Ashanti
- Ashlee Simpson
- Ashley Tisdale
- Audioslave
- Avant
- Avril Lavigne
- Bacilos
- Backstreet Boys
- Ben Jelen
- Beyoncé
- Big Time Rush
- Blink-182
- Blondie
- Bright Eyes
- Chayanne
- Christina Aguilera
- Christina Milian
- Cheap Trick
- Circa Survive
- Cobra Starship
- Coldplay
- Cute Is What We Aim For
- Damian Marley
- David Archuleta
- David Bowie
- David Gilmour
- Death Cab for Cutie
- Dido
- Don Tetto
- Evanescence (dos apariciones)
- Fall Out Boy (dos apariciones)
- Finch
- Fergie
- Fort Minor
- Good Charlotte
- Gorillaz
- Green Day
- Gym Class Heroes
- Hard-Fi
- Hellogoodbye
- Hilary Duff (dos apariciones)
- Idina Menzel
- Interpol
- Jamiroquai
- Jason Mraz
- James Blunt
- James Taylor
- JD Natasha
- Jennifer Love Hewitt
- Jesse McCartney
- Jewel
- Joe Jonas
- JoJo (dos apariciones)
- John Mayer
- Joss Stone
- Keane
- Kelly Clarkson (tres apariciones)
- KoRn
- KT Tunstall
- Lady Gaga
- La Ley
- Lil' Kim
- Linkin Park ("Given Up", disponible en el sencillo "Bleed It Out")("No More Sorrow", disponible en el sencillo "Shadow of the Day")
- Luis Fonsi
- Mandy Moore (aparece en su compilación The Best of Mandy Moore)
- Mario Vázquez
- Maroon 5
- Miley Cyrus
- Modest Mouse
- Muse
- My Chemical Romance (dos apariciones, una incluida en Life on the Murder Scene y la segunda en el EP AOL Sessions)
- Mýa
- Nat Wolff
- One Republic
- Nelly Furtado
- New Found Glory
- Nickelback
- Nicole Scherzinger
- Papa Roach
- Panic at the Disco (dos apariciones)
- Pearl Jam
- Pink
- Placebo
- Plain White T's
- Plus 44
- Pussycat Dolls
- Red Hot Chili Peppers
- Relient K
- Rihanna (dos apariciones)
- Rise Against
- Robbie Williams
- Robin Thicke
- Robyn
- Simple Plan
- Saosin
- Simple Plan
- Sin Bandera
- Sugababes
- Sugar Ray
- Switchfoot
- The Academy Is...
- The All-American Rejects
- The Game
- The Lashes
- The Ting Tings
- The Used (una presentación, disponible en el sencillo "The Taste of Ink")
- The Veronicas
- The Vines
- t.A.T.u.
- Thrice
- Toni Braxton
- Tori Amos
- US5
- Vanessa Carlton
- Weezer (dos apariciones)
- Westlife
- Yeah Yeah Yeahs
- Zoé
- Yellowcard)

- Datos: Q2734726